# Запорожье I
Запорожье I (укр. Запоріжжя I, ранее Александровск I, Южный вокзал) — центральный железнодорожный вокзал города под управлением Запорожской дирекции Приднепровской железной дороги, расположенный в Коммунарском районе города Запорожья.

## История
Станция Александровск I построена в 1873 году при создании Лозово-Севастопольской железной дороги, когда 15 ноября 1873 года было открыто регулярное движение грузовых и пассажирских поездов на участке Лозовая — Александровск.
Восстание 1905 года

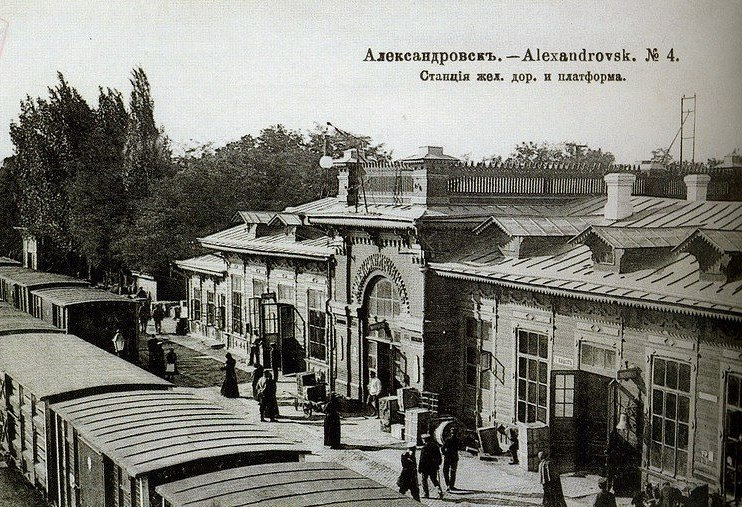
Вокзал Александровск I, 1920 год

В 1905 году на территории современного Коммунарского района разыгрались основные события вооружённого восстания рабочих Александровска. Рабочие, руководимые боевым стачечным комитетом, возвели баррикады в районе Южного железнодорожного вокзала, железнодорожных мастерских и больницы. 14 декабря 1905 года произошел бой рабочих с жандармами, правительственными войсками и черносотенцами. Часть рабочих укрылась на втором этаже недостроенного дома Минаева (Соборный проспект, дом № 6) и оттуда вела обстрел черносотенцев. Последним оплотом восставших стало здание Южного железнодорожного вокзала. В память об этом в 1955 году на новом здании вокзала, старое было разрушено немцами во время Великой Отечественной войны, установлена мемориальная доска. В ходе шестичасового боя было убито и ранено около 50 человек.
Новое здание вокзала
Новое здание вокзала было открыто 25 сентября 1954 года. Сдача вокзала планировалась годом ранее, но, поскольку строительство затянулось, на фасаде фигурирует надпись «1953».
В 1965 году электрифицирован участок Лозовая — Синельниково — Запорожье.
Последняя реконструкция вокзального комплекса проходила в период с 2000 года по 2002 год. В августе 2002 года завершилась реконструкция здания вокзала Запорожье I.
Внутреннее обустройство залов значительно улучшилось: установлены электронное табло прибытия и отправления поездов, табло наличия проездных документов в реальном времени (онлайн), кондиционеры, новая аудиосистема, реконструирован кафе-бар, появились кожаные кресла, телевизоры.
В 2015 году с фасада здания в рамках декоммунизации убрали серп и молот и пятиконечную звезду, а вместо них добавили часы и трезубец (малый герб Украины).
13 ноября 2016 года вокалисты музыкального училища им. Платона Майбороды на вокзале Запорожье I выполнили главную песню из фильма «Весна на Заречной улице», в котором 83 участника а капелла выполнили знаковую для Запорожья песню (неофициальный гимн города) из легендарного кинофильма. Вокальный флешмоб стал творческим подарком телеканала «ТВ-5» для не менее знакового предприятия — комбината «Запорожсталь», который 16 ноября 2016 года отметил свой 83-й день рождения.

## Инфраструктура вокзала и услуги

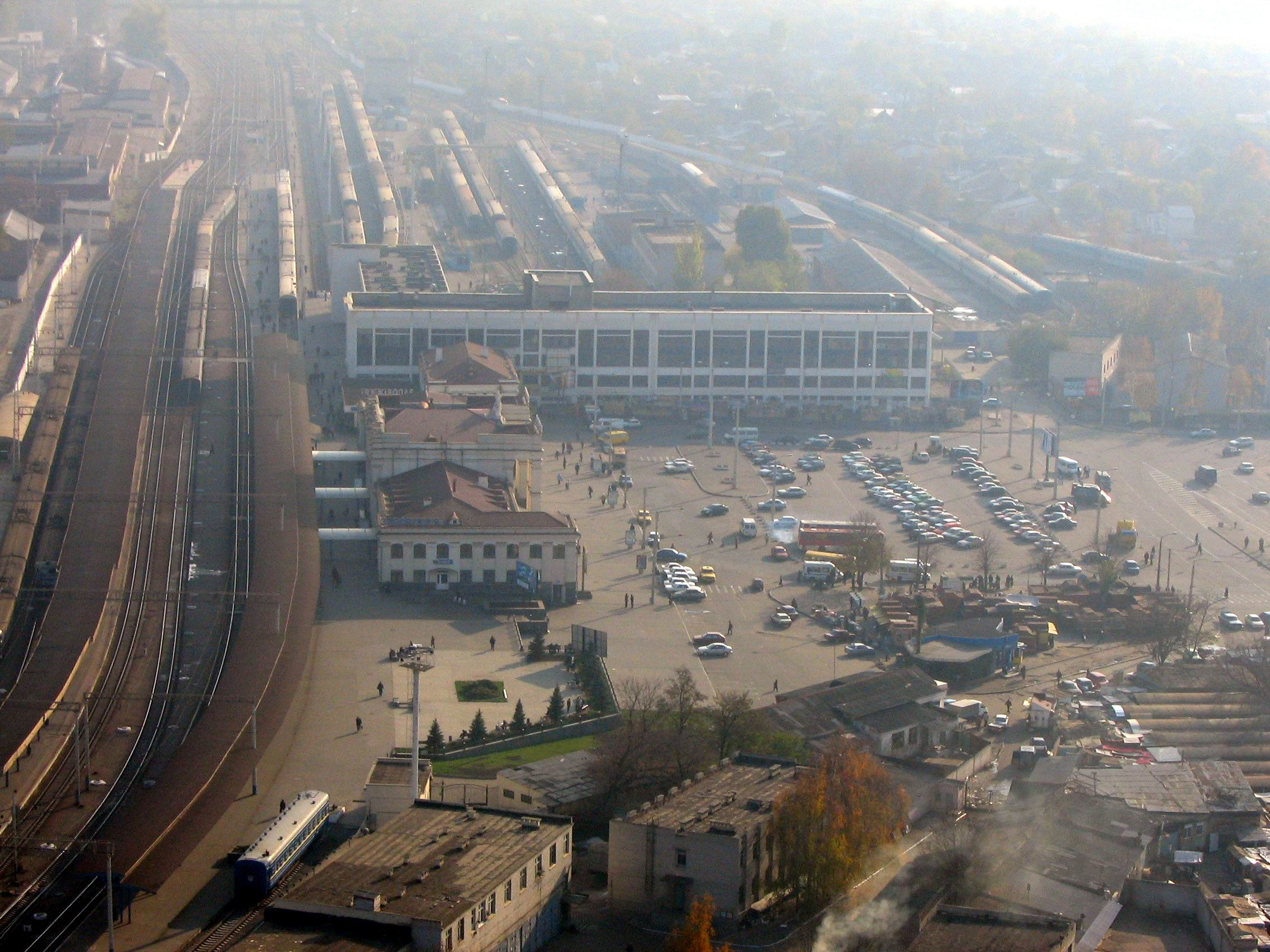
Общий вид на станцию Запорожье I.
Здание вокзала в центре, вдоль колеи. Перпендикулярно колее — почтовая экспедиция «Укрпочты». Справа налево — 1, 2, 3, 5 и 6 пути. Позади почтовой экспедиции — 9, 10, 11, 12 пути (для пригородного сообщения и отстоя поездов местного формирования ЛВЧД-7).
Справа — Привокзальная площадь. На переднем плане — строения рядом с Привокзальным рынком.

Комплекс вокзала Запорожье I состоит из специальных сооружений, помещений, оборудования предназначенных для временного пребывания пассажиров и их обслуживания.
В комплекс входит: здание вокзала, павильон пригородных касс и камер хранения, багажное отделение, перроны и посадочные платформы, подземный пешеходный тоннель, кафе «Транзит», стоянка для автомобилей.
Пассажирам вокзала Запорожье I предоставляется широкий комплекс услуг, основными из которых являются:
- оформление и бронирование проездных документов;
- резервирование мест по заявкам для групповых перевозок пассажиров;
- информационно-справочные услуги;
- услуги залов ожидания и комнат матери и ребёнка;
- услуги автоматической и стационарной камеры хранения;
- услуги комнат отдыха и номера «Люкс» для длительного проживания транзитных пассажиров;
- услуги багажного отделения (хранение, маркировка и доставка ручной клади и крупногабаритного багажа, возможность воспользоваться услугами носильщика).

В сервис-центре вокзала предоставляются сложные справки в межгосударственном сообщении и в пределах Украины, услуги факса, ксерокса, можно забронировать номер в гостинице, заказать объявление по вокзальному радио, вызвать такси, воспользоваться городским и междугородним телефоном, подзарядить мобильный телефон.

## Предложения по реконструкции Привокзальной площади
7 июля 2015 года в Запорожье, в пресс-центре «Запорожский медиацентр», прошла презентация проекта реконструкции Привокзальной площади, где рассказали, что планируют изменить, и как будет выглядеть площадь в будущем. Для реконструкции Привокзальной площади, возле вокзала Запорожье I, нужно 5 млн грн. Деньги на воплощение проекта собираются взять из городского бюджета. По плану проекта вместо парковки и торгового центра должны построить на площади зону отдыха, фонтан и парк. Проект под названием «Запорожье — город комфортный для жизни», разработало одно из киевских архитектурных бюро.
В декабре 2014 года Запорожский горсовет разрешил одной из фирм взять в аренду землю под застройку торговых точек на площади. В январе 2015 года на площади началась стройка. Но, так как она была не согласована, разрешение на строительство арендаторам земли не дали. Вопреки этому, строительство все-таки начали, а стройку заморозить смогли лишь в апреле 2015 года, с помощью местных СМИ и городских активистов.
Сейчас территорию Привокзальной площади занимает автомобильный паркинг и огражденная забором заброшенная стройка торгового центра.

## Пассажирское и пригородное сообщение
После вторжения России в Украину станция временно является конечной для всех поездов, следующих с севера и запада страны.
Пригородные поезда отправляются с вокзала Запорожье I в направлении Синельниково I, Запорожье II, Никополя.

## Галерея

Мемориальная доска о боях 1905 года
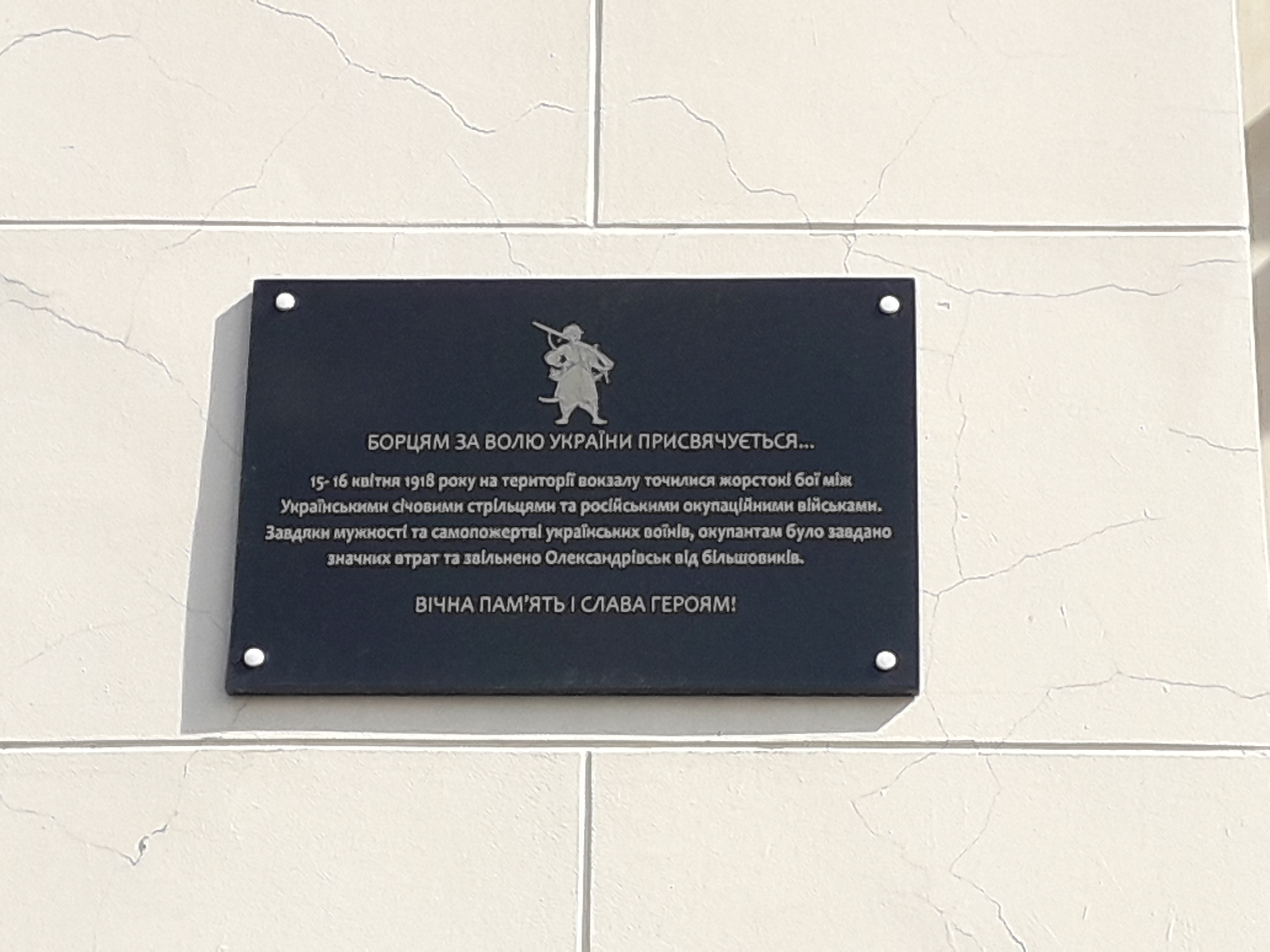
Мемориальная доска о боях 1918 года
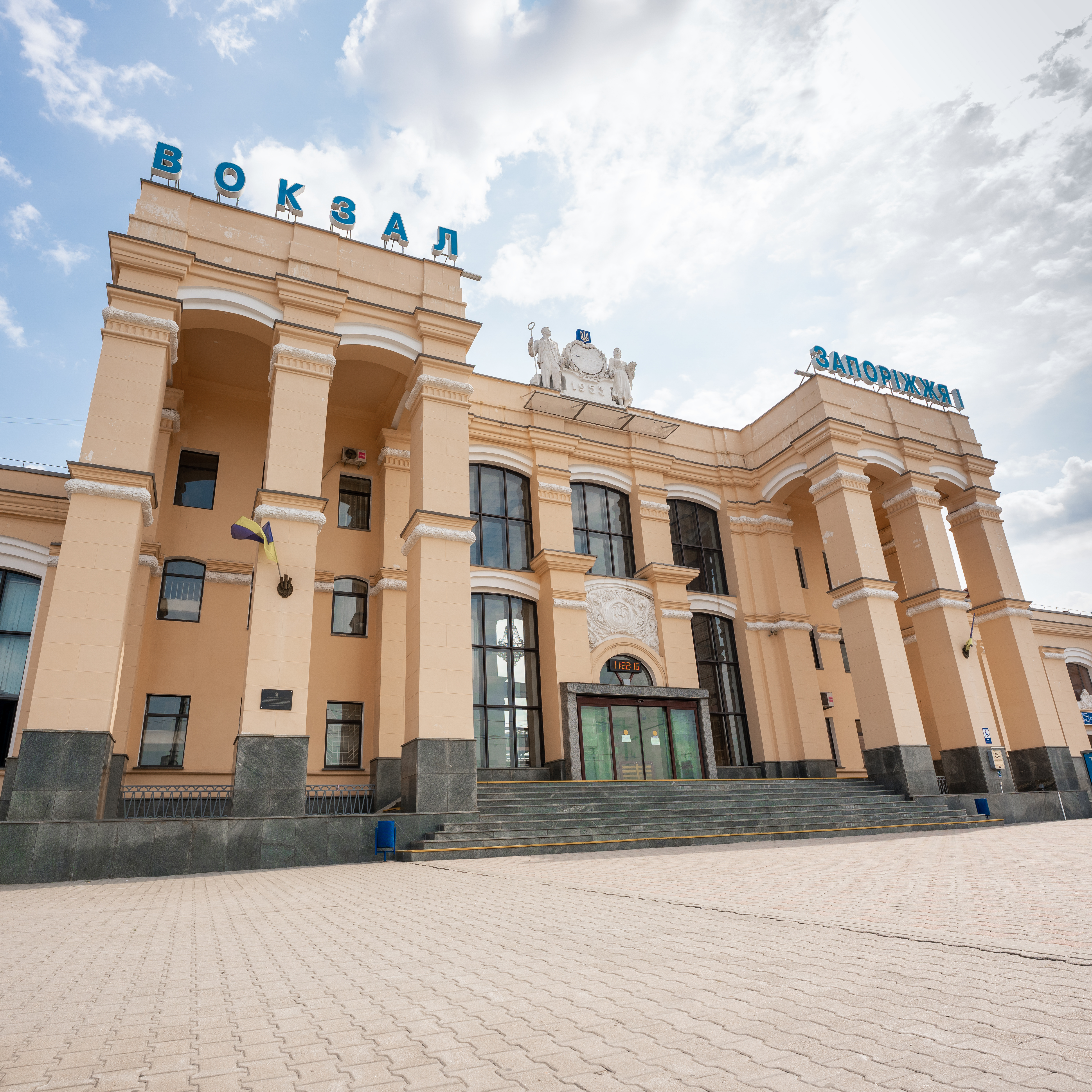
Главный фасад
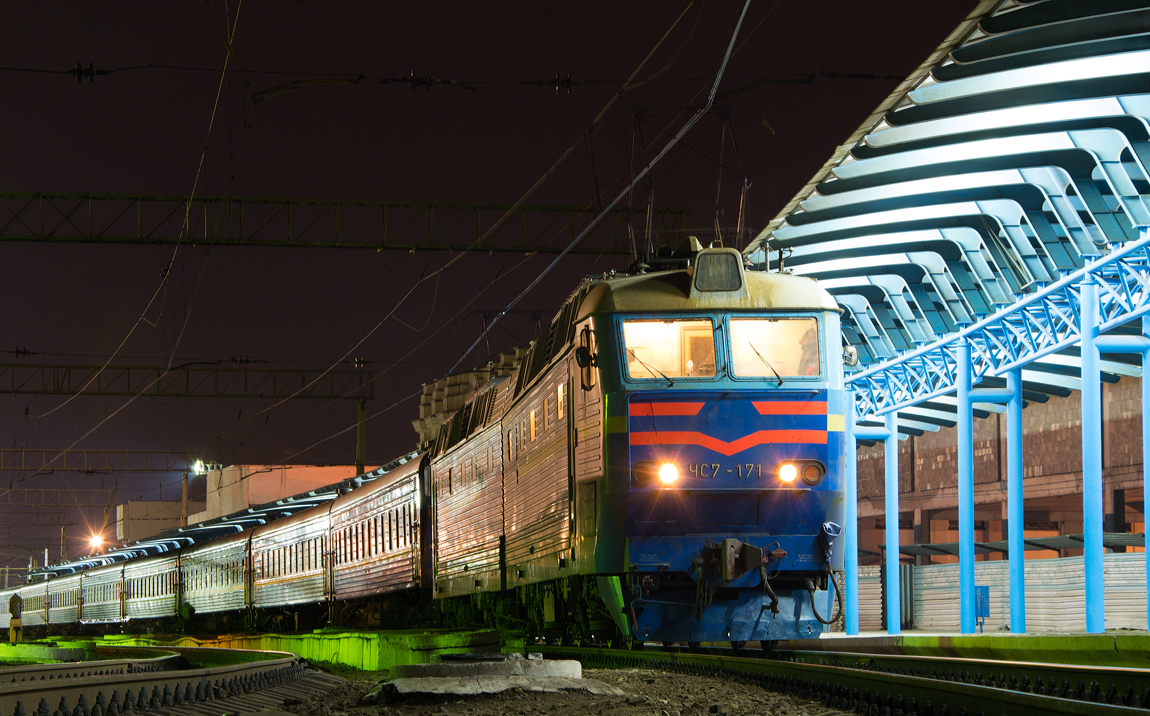
ЧС7-171 у платформы